# Craniella coxi
Craniella coxi är en svampdjursart som först beskrevs av Lendenfeld 1885.  Craniella coxi ingår i släktet Craniella och familjen Tetillidae. Inga underarter finns listade i Catalogue of Life.